# Belasița, Blagoevgrad
Belasița (în bulgară Беласица) este un sat în comuna Petrici, regiunea Blagoevgrad,  Bulgaria. 

## Demografie
Componența etnică a satului Belasița
     Bulgari (91,96%)
     Romi (1,33%)
     Nicio identificare (6,69%)
     Altele (0%)
La recensământul din 2011, populația satului Belasița era de 1.120 locuitori. Din punct de vedere etnic, majoritatea locuitorilor (91,96%) erau bulgari, cu o minoritate de romi (1,33%). Pentru 6,69% din locuitori nu este cunoscută apartenența etnică.